# Finale della Coppa del mondo per club FIFA 2020
La finale della Coppa del mondo per club FIFA 2020 si è disputata giovedì 11 febbraio 2021 allo stadio dell'Education City di Ar Rayyan tra i tedeschi del Bayern Monaco, vincitori della UEFA Champions League 2019-2020, e i messicani del Tigres UANL, vincitori della CONCACAF Champions League 2020.
La finale è stata vinta dai tedeschi del Bayern Monaco, detentori della UEFA Champions League 2019-2020, al secondo successo nella manifestazione. Grazie alla vittoria, il Bayern Monaco ha stabilito il sextuple per la conquista di sei trofei nell'anno solare, eguagliando l'impresa già riuscita solo agli spagnoli del Barcellona nel 2009.
Per la prima volta nella storia della competizione la finale ha visto protagonista una squadra rappresentante della confederazione CONCACAF.

## Squadre partecipanti
| Squadra       | Confederazione | Qualificazione                                  | Partecipazioni precedenti (in grassetto indica la vittoria) |
| ------------- | -------------- | ----------------------------------------------- | ----------------------------------------------------------- |
| Bayern Monaco | UEFA           | Vincitore della UEFA Champions League 2019-2020 | 1 (2013)                                                    |
| Tigres UANL   | CONCACAF       | Vincitore della CONCACAF Champions League 2020  | Nessuna                                                     |

## Cammino verso la finale
| Bayern Monaco                            | Bayern Monaco | Squadra                            | Tigres UANL | Tigres UANL |
| ---------------------------------------- | ------------- | ---------------------------------- | ----------- | ----------- |
| Avversario                               | Risultato     | Coppa del mondo per club FIFA 2020 | Avversario  | Risultato   |
| Qualificato direttamente alla semifinale |               |                                    |             |             |
| Secondo turno                            | Ulsan HD      | 2–1                                |             |             |
| Al-Ahly                                  | 2–0           | Semifinali                         | Palmeiras   | 1–0         |

## Tabellino
| Arbitro: | Esteban Ostojich |

|            |           |  |
| Pavard 59’ | Marcatori |  |

| Bayern Monaco | Tigres UANL |

| P                 | 1  | Manuel Neuer             |     |
| D                 | 5  | Benjamin Pavard          |     |
| D                 | 4  | Niklas Süle              |     |
| D                 | 21 | Lucas Hernández          |     |
| D                 | 19 | Alphonso Davies          |     |
| C                 | 6  | Joshua Kimmich           |     |
| C                 | 27 | David Alaba              |     |
| C                 | 10 | Leroy Sané               | 73’ |
| C                 | 29 | Kingsley Coman           | 73’ |
| A                 | 7  | Serge Gnabry             | 64’ |
| A                 | 9  | Robert Lewandowski       | 73’ |
| A disposizione:   |    |                          |     |
| P                 | 34 | Lukas Schneller          |     |
| P                 | 39 | Ron-Thorben Hoffmann     |     |
| D                 | 20 | Bouna Sarr               |     |
| C                 | 22 | Marc Roca                |     |
| C                 | 24 | Corentin Tolisso         | 64’ |
| C                 | 28 | Tiago Dantas             |     |
| C                 | 42 | Jamal Musiala            | 73’ |
| A                 | 11 | Douglas Costa            | 73’ |
| A                 | 13 | Eric Maxim Choupo-Moting | 73’ |
| Allenatore:       |    |                          |     |
| Hans-Dieter Flick |    |                          |     |

| P                | 1  | Nahuel Guzmán       |     |     |
| D                | 28 | Luis Rodríguez      | 69’ | 80’ |
| D                | 13 | Diego Reyes         |     |     |
| D                | 3  | Carlos Salcedo      |     |     |
| D                | 29 | Jesús Dueñas        | 42’ |     |
| C                | 20 | Javier Aquino       |     |     |
| C                | 5  | Rafael Carioca      | 90’ |     |
| C                | 19 | Guido Pizarro       |     |     |
| C                | 23 | Luis Quiñones       |     |     |
| A                | 32 | Carlos González     |     |     |
| A                | 10 | André-Pierre Gignac |     |     |
| A disposizione:  |    |                     |     |     |
| P                | 35 | Juan Pablo Chávez   |     |     |
| P                | 50 | Arturo Delgado      |     |     |
| D                | 4  | Hugo Ayala          |     |     |
| D                | 14 | Juan Sánchez        |     |     |
| D                | 18 | Aldo Cruz           |     |     |
| D                | 21 | Francisco Meza      |     |     |
| D                | 43 | Érick Ávalos        |     |     |
| C                | 8  | Jordan Sierra       |     |     |
| C                | 17 | Leonardo Fernández  |     |     |
| C                | 22 | Raymundo Fulgencio  |     |     |
| A                | 33 | Julián Quiñones     |     | 80’ |
| A                | 52 | Patrick Ogama       |     |     |
| Allenatore:      |    |                     |     |     |
| Ricardo Ferretti |    |                     |     |     |